# 久里浜駐屯地
久里浜駐屯地（くりはまちゅうとんち、JGSDF Camp Kurihama）は、神奈川県横須賀市久比里2-1-1に所在し、陸上自衛隊システム通信・サイバー学校等が駐屯する陸上自衛隊の駐屯地である。

## 概要
警察予備隊発足時の駐屯地の一つであり、自衛隊としては最も古い駐屯地である。
駐屯地司令は、システム通信・サイバー学校長が兼務。なお、本駐屯地には会計隊及び駐屯地業務隊が存在しない（システム通信・サイバ学校総務部が担任）。

## 沿革
日本海軍
- 1939年（昭和14年）11月：海軍通信学校として開設。

米軍等
- 1945年（昭和20年）8月：終戦により、米軍が使用し、また一時復員局として機能。のちに横須賀市が東京水産大学を誘致。

警察予備隊久里浜駐屯地
- 1950年（昭和25年）9月17日：警察予備隊久里浜部隊が創設[2]。
- 1951年（昭和26年） 
  - 4月20日：第1管区総監部分室が設置[3]。
  - 4月30日：警察予備隊総隊学校が設置[3]。
  - 5月1日：第1管区隊第1連隊が警察予備隊久里浜部隊を母体に編成。
  - 6月3日：第1管区総監部分室が習志野駐屯地に移転[3]。
  - 9月25日：第1連隊が練馬駐屯地へ移駐。
  - 10月15日：衛生学校が開校[4]。
- 1952年（昭和27年）8月1日：保安大学校設置。

保安隊久里浜駐屯地
- 1952年（昭和27年）10月15日：保安隊発足[5]。

1. 総隊学校が各職種学校（幹部学校、業務学校、通信学校、衛生学校、普通科学校）に分割再編。
2. 普通科学校が前川原駐屯地へ移駐。

- 1953年（昭和28年）
  - 3月3日：保安大学校が久里浜の仮校舎に移転[3]。
  - 4月1日：保安大学校が開校[3]。
- 1954年（昭和29年）
  - 3月20日：業務学校が小平駐屯地へ移駐[6]。
  - 3月22日：幹部学校が小平駐屯地へ移駐[6]。

陸上自衛隊久里浜駐屯地
- 1954年（昭和29年）
  - 7月1日：防衛庁が設置され自衛隊が発足[7]。保安大学校が防衛大学校に改称。
  - 7月5日：第650通信群（現：中央野外通信群）本部が練馬駐屯地から移駐[3]。
  - 9月25日：第650通信群が第1通信群に改編[8]。
- 1955年（昭和30年）
  - 3月23日：防衛大学校が小原台（横須賀市走水）へ移転（～4月3日）[3]。
  - 7月11日：衛生学校が三宿駐屯地へ移駐。通信学校長が駐屯地司令に職務指定[9]
- 1960年（昭和35年）
  - 1月14日：第1通信群が中央野外通信隊に改編。通信団隷下に編合。
  - 8月12日：臨時特別通信隊が編成完結。
- 1968年（昭和43年）3月1日：

1. 中央野外通信隊が中央野外通信群に称号変更。
2. 臨時特別通信隊が通信標定隊に改編。

- 1981年（昭和56年）8月4日：通信標定隊が東千歳駐屯地に移駐し、同年9月21日に北部方面隊直轄の第1電子隊に改編。
- 1983年（昭和58年）3月24日：第106通信運用大隊、第304搬送通信中隊が東部方面通信群隷下部隊として編成完結。
- 2000年（平成12年）3月28日：

1. 第101通信運用大隊を第301通信運用中隊に改編。
2. 第101搬送通信大隊本部管理中隊を本部付隊に縮小改編[10]。

- 2001年（平成13年）3月27日：第106通信運用大隊、第304搬送通信中隊が朝霞駐屯地へ移駐。
- 2002年（平成14年）3月27日：

1. 通信教育直接支援中隊を東部方面後方支援隊隷下部隊として新編。
2. 久里浜自動車教習所が廃止。

- 2017年（平成29年）4月8日：女性自衛官教育隊の一部が久里浜駐屯地に分駐し、自衛官候補生課程（女子）を開始[11]。
- 2018年（平成30年）3月26日：中央野外通信群第301通信運用中隊が朝霞駐屯地へ移駐（翌27日第301指揮所通信中隊に改編）。
- 2024年（令和6年）3月21日：陸上自衛隊通信学校が「陸上自衛隊システム通信・サイバー学校」に改称。0
- （時期未定）：中央野外通信群の残余（群本部・第101搬送通信大隊）が朝霞駐屯地へ移駐し、代わって女性自衛官教育隊が朝霞駐屯地から移駐予定。

## 駐屯部隊・機関

### 防衛大臣直轄部隊・機関
- 陸上自衛隊システム通信・サイバー学校
  - 通信教導隊
- 警務隊
  - 東部方面警務隊
    - 第129地区警務隊

### 陸上総隊直轄部隊
- システム通信団
  - 中央野外通信群

### 東部方面隊隷下部隊
- 東部方面後方支援隊
  - 通信教育直接支援中隊：陸上自衛隊システム通信・サイバー学校等を支援
- 東部方面システム通信群
  - 第105基地システム通信大隊
    - 第316基地通信中隊
      - 久里浜派遣隊

## 広報展示施設
駐屯地内には歴史館が併設され、旧海軍時代の通信装備から陸上自衛隊に至るまでの遍歴、装備が展示されている。

## 最寄の幹線交通
- 高速道路：横浜横須賀道路 佐原IC
- 一般道：国道16号、国道134号、神奈川県道26号横須賀三崎線、神奈川県道27号横須賀葉山線
- 鉄道：JR東日本横須賀線 久里浜駅、京急久里浜線 京急久里浜駅
- 港湾：横須賀港（重要港湾）、久里浜港（地方港湾）